# Mariqueen Maandig
Mariqueen Mandig (Filippine, 5 aprile 1981) è una cantante e musicista statunitense.

## Biografia
Nata nelle Filippine, si trasferì insieme alla famiglia a Orange County, in California, quando era ancora una bambina. 
Durante i primi anni di adolescenza si innamorò del musical Miss Saigon dando così inizio alla sua passione per la musica e per il canto. 
Al liceo frequenta corsi di teatro musicale con la speranza di diventare una cantante di Broadway.
Nell'aprile 2009 si fidanza con il frontman dei Nine Inch Nails Trent Reznor e il 17 ottobre dello stesso anno si sposano. 
Nell'ottobre 2010 diventa mamma dando alla luce il primo figlio, Lazzaro Echo.
Maandig, insieme a suo marito, attualmente risiede a Beverly Hills, in California, con i loro figli e dei cani da compagnia.

## Carriera
Nel 2003, sotto consiglio di un amico, Maandig partecipa al provino per una band che era alla ricerca di una voce femminile: ottiene così il ruolo di corista per le West Indian Girl, una band indie-rock psichedelico. Il suo contributo creativo della band è stato minimo, ma è diventata un volto associato con la band: registra con loro gli album West Indian Girl e 4th & Wall. Nel gennaio 2009 viene immortalata sulle pagine della rivista Playboy, fatto che creò un po' di attrito con la band.
Nello stesso anno abbandona le West Indian Girl per dedicarsi a un nuovo progetto musicale: nel febbraio 2010 infatti entra in studio con il marito Trent Reznor e il suo collaboratore di lunga data Atticus Ross dando inizio al progetto How to Destroy Angels e registrando le canzoni che faranno parte del loro EP di debutto, How To Destroy Angels.
Nel 2011 rilasciano una cover di Bryan Ferry  Is Your Love Strong Enough? per la colonna sonora di Millennium - Uomini che odiano le donne.
Nel novembre 2012 esce il secondo EP A Omen_ e il 5 marzo 2013 il primo album da titolo Welcome Oblivion.